# Łupek biotytowy
Łupek biotytowy – odmiana łupka łyszczykowego, niemal monomineralna skała metamorficzna zbudowana prawie wyłącznie z biotytu. W skład której wchodzą przede wszystkim kwarc, skalenie i biotyt. Skalenie są zwykle reprezentowane przez plagioklazy, najczęściej albit lub oligoklaz. Z łyszczyków może jeszcze występować muskowit. Podrzędnie, w zmiennych ilościach mogą występować: chloryt, chlorytoid, staurolit, granat, sylimanit, czasami epidot, aktynolit, hornblenda lub kalcyt i in. Minerały akcesoryczne to turmalin, cyrkon, apatyt, monacyt, ilmenit, tytanit, rutyl. Łupki biotytowe cechują się wyraźną foliacją oraz zwykle laminacją. Często są zafałdowane. Pospolite są w nich żyłki i soczewki kwarcowe, często zafałdowane. Mają barwy srebrzyste, szare, ciemnoszare, czasem zielonkawe, zwykle ze srebrzystym połyskiem. Minerały poboczne mogą tworzyć charakterystyczne guzki na powierzchniach foliacji.
Występują w starych masywach metamorficznych. W Polsce w Tatrach Zachodnich i Sudetach (Góry Izerskie, Pogórze Izerskie, Karkonosze, Rudawy Janowickie, Góry Sowie, Góry Orlickie, Góry Bystrzyckie, Masyw Śnieżnika, Góry Bialskie, Góry Złote, Jesioniki, Góry Opawskie, Wzgórza Niemczańsko-Strzelińskie). Wykorzystywane były w lokalnym budownictwie, obecnie używane przy urządzaniu ogrodów.